# Чепо Морели
Чепо Морели (итал. Ceppo Morelli) је насеље у Италији у округу Вербано-Кузио-Осола, региону Пијемонт.
Према процени из 2011. у насељу је живело 250 становника. Насеље се налази на надморској висини од 761 м.

## Становништво
Према резултатима пописа становништва 2011. у општини је живело 341 становника.
| 1936. | 1951. | 1961. | 1971. | 1981. | 1991. | 2001. | 2011. |
| ----- | ----- | ----- | ----- | ----- | ----- | ----- | ----- |
| 619   | 855   | 608   | 537   | 469   | 410   | 396   | 341   |